# 曹琬
曹琬（？—260年代），东汉末年丞相曹操的儿子樊侯曹均的儿子。
曹琬的大伯父曹昂在曹操征讨军阀张绣时阵亡，无后。曹琬的另一伯父曹丕建立曹魏后，追封兄长曹昂为丰悼公，并于黄初三年（222年）将曹琬过继给兄长曹昂，封中都公，同年徙封长子公。曹昂后被追封为丰悼王、丰愍王，曹琬也于嘉平六年（254年）袭为丰王，正元、景元年间连续增加封邑。曹琬死后，谥恭王，子曹廉继嗣。